# Sei Sōga
Sei Sōga (相賀誠 Sōga Sei?, nacida como Sei Tanizawa, 30 de septiembre de 1882—8 de agosto de 1970) fue una activista y líder comunitaria japonesa en Hawái. Su seudónimo literario era Shigano Urako.

## Inicios
Sōga nació con el nombre Sei Tanizawa el 30 de septiembre de 1882 en la prefectura de Fukui, Japón, como una de los cuatro hijos del matrimonio entre Ryuzo Tanizawa y su esposa Yasu. La familia se mudó a Ōtsu en 1887. La madre y un hermano de Sōga fallecieron cuando tenía once años, por lo que asumió las responsabilidades domésticas del hogar a una edad joven. Se graduó de la educación secundaria en 1898. Durante la secundaria también colaboró en la campaña de su padre para ser electo para la Dieta Nacional. Una vez terminada la votación, se fue a Tokio con él cuando la Dieta estaba en sesión.

## Hawái
Sōga se casó con Yasutarō Sōga el 9 de enero de 1911. Después de llegar a Honolulu en ese mismo año, Sōga se unió a varias organizaciones sociales entre ellas la Sociedad de Mujeres Japonesas, la Unión Cristiana de Mujeres por la Templanza y la Organización Panpacífica de Mujeres. En la Sociedad de Mujeres Japonesas, Sōga trabajó como directora del comité que supervisaba el jardín de infancia para los niños japoneses nacidos en Hawái de la organización. El marido de Sōga era una personalidad social importante, por lo que ella con frecuencia recibía a visitantes ilustres como Hideki Yukawa y Shoji Hamada.
Durante la Segunda Guerra Mundial, cuando Yasutarō estaba en prisión en el continente durante cuatro años, Sōga trabajó como voluntaria de la Cruz Roja Americana y ayudó a Shigeo —el hijo de Yasutarō de su primer matrimonio— a administrar el Hawaii Times.
Sōga era conocida por su personalidad directa y por su compromiso con las tradiciones japonesas. Mientras se asimilaba a la sociedad estadounidense, mantuvo sus tradiciones japonesas de año nuevo, actuó como casamentera para parejas jóvenes y trajo a Shigeo y su esposa a vivir con ella después de que se casaron. Ella y Yasutarō también eran miembros de un grupo local de canto nō y un club de poesía tanka. Sōga escribió bajo el seudónimo literario Shigano Urako (志賀野浦子?).
Sōga se convirtió en ciudadana estadounidense en 1954. Recibió la Orden del Tesoro Sagrado en 1968 por su liderazgo de la comunidad japonesa de Hawái. Falleció en Honolulu el 8 de agosto de 1970.